# Мали-Подлесь
Мали-Подлесь (пол. Mały Podleś) — село в Польщі, у гміні Косьцежина Косьцерського повіту Поморського воєводства.
Населення — 123 особи (2011).
У 1975-1998 роках село належало до Гданського воєводства.

## Демографія
Демографічна структура станом на 31 березня 2011 року:
|          | Загалом | Допрацездатний вік | Працездатний вік | Постпрацездатний вік |
| -------- | ------- | ------------------ | ---------------- | -------------------- |
| Чоловіки | 65      | 15                 | 48               | 2                    |
| Жінки    | 58      | 18                 | 30               | 10                   |
| Разом    | 123     | 33                 | 78               | 12                   |